# Karel Kratochvíl
Karel Kratochvíl (n. 8 iunie 1982, Praga, Cehoslovacia) este un fotbalist ceh care evoluează în prezent la Roudnice nad Labem. De-a lungul carierei a jucat la Slavia Praga, SK Kladno, FC Hradec Králové și la Gaz Metan Mediaș.